# Michael Schønwandt
Michael Schønwandt (Frederiksberg, 10 september 1953) is een Deense dirigent.

## Loopbaan
Hij studeerde piano, compositie, musicologie aan de Universiteit van Kopenhagen en vervolgens orkestdirectie aan de Royal Academy of Music in Londen. Hij debuteerde in 1977 als dirigent in Tivoli in Kopenhagen.
Als gastdirigent stond hij voor onder meer de Wiener Philharmoniker, de Berliner Philharmoniker, het London Symphony Orchestra, het Philharmonia Orchestra en het Orchestre de la Suisse Romande. Met Alfred Brendel voerde hij in Londen alle pianoconcerten van Beethoven uit. Schønwandt is ook actief als operadirigent bij o.a. het Royal Opera House Covent Garden in Londen, de Opéra de Paris, de Wiener Staatsoper, de Hamburgische Staatsoper, de operahuizen in Berlijn en de Bayreuther Festspiele (1987-88). 
Hij is ook actief in Nederland en België: hij heeft regelmatig voor het Radio Filharmonisch Orkest gestaan en dirigeerde ook het Koninklijk Concertgebouworkest en de opera in de Brusselse Munt. Hij was van 2010 tot aan de opheffing in 2013 chef-dirigent van de Radio Kamer Filharmonie, als opvolger van Jaap van Zweden.
Schønwandt dirigeerde de premières van het Derde vioolconcert van Hans Werner Henze en van "...concertante..." van György Kurtág. Hij heeft vele cd- en dvd-opnamen gemaakt van onder meer de symfonieën van C.E.F. Weyse, Niels W. Gade en Carl Nielsen en de opera's Maskarade van Nielsen, Salomé van Richard Strauss, Tjenerindens fortælling (The Handmaid's Tale) en Dancer in the Dark van Poul Ruders en de complete Der Ring des Nibelungen van Wagner. De laatstgenoemde opname, gemaakt in het Operagebouw van Kopenhagen, werd door het Britse muziektijdschrift Gramophone verkozen tot "Best DVD 2009". De laatste cd-uitgave van Schønwandt met de in 2013 opgeheven Radio Kamer Filharmonie is een opname van de symfonieën van Schumann.
Michael Schønwandt was te zien in de NPS-documentaire Lucas en Arthur Jussen - Twee heel gewone broertjes van Hinke Brinkman uit 2009. Hij dirigeerde de broers in het Concert voor twee piano's en orkest van Francis Poulenc in het Amsterdamse Concertgebouw.

## Aanstellingen
- 1979-2011 vast verbonden aan Det Kongelige Kapel en Det Kongelige Teater in Kopenhagen, sinds 2000 als chef-dirigent en muzikaal directeur
- sinds 1981: chef-dirigent van het Copenhagen Collegium Musicum
- 1984-1987: eerste gastdirigent van de Koninklijke Muntschouwburg in Brussel
- 1987-1991: chef-dirigent van het Orchestre Philharmonique de Nice
- 1989-2000: chef-dirigent van het symfonieorkest van Danmarks Radio
- 1992-1998: chef-dirigent van het Berliner Sinfonie-Orchester
- sinds 2008: eerste gastdirigent bij de Stuttgarter Staatsoper
- 2010-2013: chef-dirigent van de Radio Kamer Filharmonie van het Muziekcentrum van de Omroep in Hilversum.
- sinds 2015: chef-dirigent van het Opéra Orchestre National de Montpellier

## Onderscheiding
- 2005 - 'Ridder der 1e graad' in de Orde van de Dannebrog.
- 2011 - 'Commandeur' in de Orde van de Dannebrog, bij bevordering.
- 2022 - 'Emil Holms Mindelegat' voor zijn "enorme betekenis voor de Deense muziek en het Deense muziekleven".